# Hermann Keimel
Hermann Keimel (Monaco di Baviera, 24 febbraio 1889 – Monaco di Baviera, 15 ottobre 1948) è stato un grafico e pittore tedesco.

## Biografia
Studiò presso la accademia delle belle arti di Monaco di Baviera presso Julius Diez e Angelo Jank. Insegnò pittura  presso la Meisterschule für das Deutsche Malerhandwerk a Monaco di Baviera. Diventa socio della associazione artistica Die Zwölf e della Neuen Vereinigung Münchener Plakatkünstler.